# Кудиновский (Фроловский район)
Куди́новский — хутор во Фроловском районе Волгоградской области России. Входит в Большелычакское сельское поселение.
Население — 8 (2010)

## История
Хутор относился к юрту станицы Раздорской Усть-Медведицкого округа Земли Войска Донского (с 1870 — Область Войска Донского). В 1859 году на хуторе проживало 101 мужчина и 90 женщин. Согласно переписи населения 1897 года на хуторе проживало 440 мужчин и 419 женщин, из них грамотных: мужчин — 150, женщин — 12.
Согласно алфавитному списку населённых мест Области Войска Донского 1915 года на хуторе имелось хуторское правление, Троицкая церковь, приходское училище, проживало 537 мужчин и 531 женщина, земельный надел составлял 2576 десятин.
В 1928 году хутор включён в состав Берёзовского района Хопёрского округа (упразднён в 1930 году) Нижне-Волжского края (с 1934 года — Сталинградский край). В 1953 году (решение облисполкома от 09 июля 1953 года № 24/1600) произошло объединение Больше-Лычакского и Кудиновского сельсоветов в один Больше-Лычакский с центром в хуторе Большой Лычак. В 1957 году в результате разукрупнения Больше-Лычакского сельсовета был вновь образован Кудиновский сельсовет с центром в хуторе Кудиновка. Территория в границах земель колхоза «Красная звезда», хуторов Кудиновка и Блиновка были переданы в административно-территориальное подчинение Кудиновского сельсовета, однако в 1959 году в связи с объединением колхозов имени Карла Маркса и «Красная звезда», находившихся на территории Больше-Лычакского и Кудиновского сельсоветов, в один колхоз им. Карла Маркса, решением облисполкома от 15 октября 1959 года № 21/508 Кудиновский сельсовет был вновь упразднён с передачей его территории в состав Больше-Лычакского сельсовета. Указом Президиума ВС РСФСР от 01 февраля 1963 года № 741/95 Березовский район был ликвидирован. Большелычакский сельсовет был включен в состав Фроловского района.

## География
Хутор расположен в степи, в пределах Доно-Медведицкой гряды Приволжской возвышенности, на правом берегу реки Лычак (левый приток Медведицы). Высота центра населённого пункта около 100 метров над уровнем моря. Почвы — чернозёмы солонцеватые и солончаковые.
По автомобильным дорогам расстояние до хутора Большой Лычак составляет 12 км, до районного центра города Фролово — 60 км, до областного центра города Волгограда — 200 км.
Часовой пояс
Кудиновский, как и вся Волгоградская область, находится в часовой зоне МСК (московское время). Смещение применяемого времени относительно UTC составляет +3:00.

## Население
Динамика численности населения по годам:
| 1859 | 1873 | 1897 | 1915 | 1987 |
| ---- | ---- | ---- | ---- | ---- |
| 191  | 438  | 859  | 1068 | ≈50  |

| 2002 | 2010 |
| ---- | ---- |
| 4    | ↗8   |